# Kristofer Berglund
Kristofer Berglund, född 12 augusti 1988 i Umeå, är en svensk ishockeyspelare som för närvarande spelar för Brynäs IF i SHL. Han har tidigare spelat för HV71, Växjö Lakers, Färjestad BK, Luleå HF , IF Björklöven och Dynamo Riga
Berglund fick sitt stora genombrott under JVM 2008 där han noterades för 8 poäng på 18 spelade matcher. Berglund valdes som 125:e spelare totalt vid NHL Entry Draft 2008 av St. Louis Blues och som 73:e spelare i KHL-draften 2009 av Sibir Novosibirsk.

## Klubbar
- IF Björklöven 2005-2008
- Luleå HF 2008-2010
- Färjestad BK 2010 - 2012
- Växjö Lakers 2012-2014
- HV71 2014-2019
- Dinamo Riga 2019-2020
- Brynäs IF 2020-